# 英国驻澳大利亚高级专员公署
英國駐澳大利亞高級專員公署（英語：British High Commission Canberra）是英國政府駐澳大利亞的外交代表機構，英國駐澳大利亞高級專員公署與紐西蘭駐澳大利亞高級專員公署及加拿大駐澳大利亞高級專員公署皆位於澳大利亞首都坎培拉的郊區亞拉倫拉（Yarralumla）的聯邦大道上，現任英國高級專員是2019年任命的維多利亞·崔德爾。